# Beaver County, Utah
Beaver County är ett administrativt område i delstaten Utah, USA, med 6 629 invånare. Den administrativa huvudorten (county seat) är Beaver. 
Upptäcktsresande besökte platsen redan 1776 men countyt grundades av de mormoner som kom till platsen och grundade staden Beaver 1856.

## Geografi
Enligt United States Census Bureau har countyt en total area på 6 714 km². 6 708 km² av den arean är land och 6 km² är vatten. 

### Angränsande countyn
- Lincoln County, Nevada - väst
- Millard County, Utah - nord
- Iron County, Utah - syd
- Sevier County, Utah - öst
- Piute County, Utah - öst

### Tätorter
- Beaver
- Greenville
- Milford
- Minersville